# Rhopalomeniidae
De Rhopalomeniidae is een familie van weekdieren uit de orde Cavibelonia.

## Geslachten
- Dinomenia Nierstrasz, 1902
- Driomenia Heath, 1911
- Entonomenia Leloup, 1948
- Pruvotia Thiele, 1894
- Rhopalomenia Simroth, 1893
- Urgorria Garcia-Álvarez & Salvini-Plawen, 2001